# Близнюк Анастасія Іллівна
Анастасія Іллічна Близнюк (28 червня 1994) — російська гімнастка та тренерка українського походження. Дворазова Олімпійська чемпіонка з художньої гімнастики у груповому багатоборстві (2012, 2016); чемпіонка світу та Європи, срібний призер Олімпійських ігор у Токіо у 2021. Заслужений майстер спорту Росії. Дочка українського футболіста та тренера Іллі Близнюка. Єдина у світі спортсменка з художньої гімнастики, яка має медалі на трьох Олімпійських іграх. На Олімпійських іграх 2024-го року була тренеркою збірної КНР, що виграла золоті медалі у командному багатоборстві, ставши єдиною переможницею у художній гімнастиці в обох іпостасях - тренера і спортсмена.

## Виступи на Олімпіадах
| Олімпіада           | Дисципліна | Місце |
| ------------------- | ---------- | ----- |
| Лондон 2012         | групові    | 1     |
| Ріо-де-Жанейро 2016 | групові    | 1     |
| Токіо 2020          | групові    | 2     |